# SN 2003kr
SN 2003kr – supernowa typu Ia odkryta 21 listopada 2003 roku w galaktyce A023120-0836. W momencie odkrycia miała maksymalną jasność 22,00m.